# Sant Joan d'Avellanet
Sant Joan d'Avellanet és l'església romànica del poble d'Avellanet, al municipi de Montferrer i Castellbò (Alt Urgell), protegida com a bé cultural d'interès local.

## Descripció
És una església d'una sola nau, coberta amb volta de canó, i capçada a llevant amb un absis semicircular en degradació i volta de quart d'esfera. La coberta de llosa a doble vessant de la nau manté el ràfec al mateix nivell, seguint el perímetre de l'absis. La porta d'accés, adovellat de pedra arenisca vermella, es troba a la façana meridional. En la façana de ponent hi ha un ull de bou circular en alt i descentrat, i és culminada per un campanar d'espadanya d'un sol ull, actualment mig enrunat. L'absis és ben llis, sense cap element decoratiu. L'aparell és força irregular, amb juntes molt plenes de morter de calç i lloses de formes molt diverses. L'edifici té dos elements afegits: la sagristia adossada al mur nord i una capelleta al mur meridional.

## Història
La vila d'Avellanet apareix esmentada l'any 1080 a l'acta de consagració de l'església de Santa Cecília d'Elins, com a indret assignat a aquest cenobi. Històricament, però, ha estat vinculada a la vall de Castellbò i, per tant, al vescomtat de Castellbò. Les
primeres notícies relatives a l'església daten dels anys 1312-1314, en el context de la visita ordenada per l'arquebisbe de Tarragona a les parròquies de la diòcesi d'Urgell, en la qual figura com a església parroquial, condició que perdria posteriorment.